# Cuccù

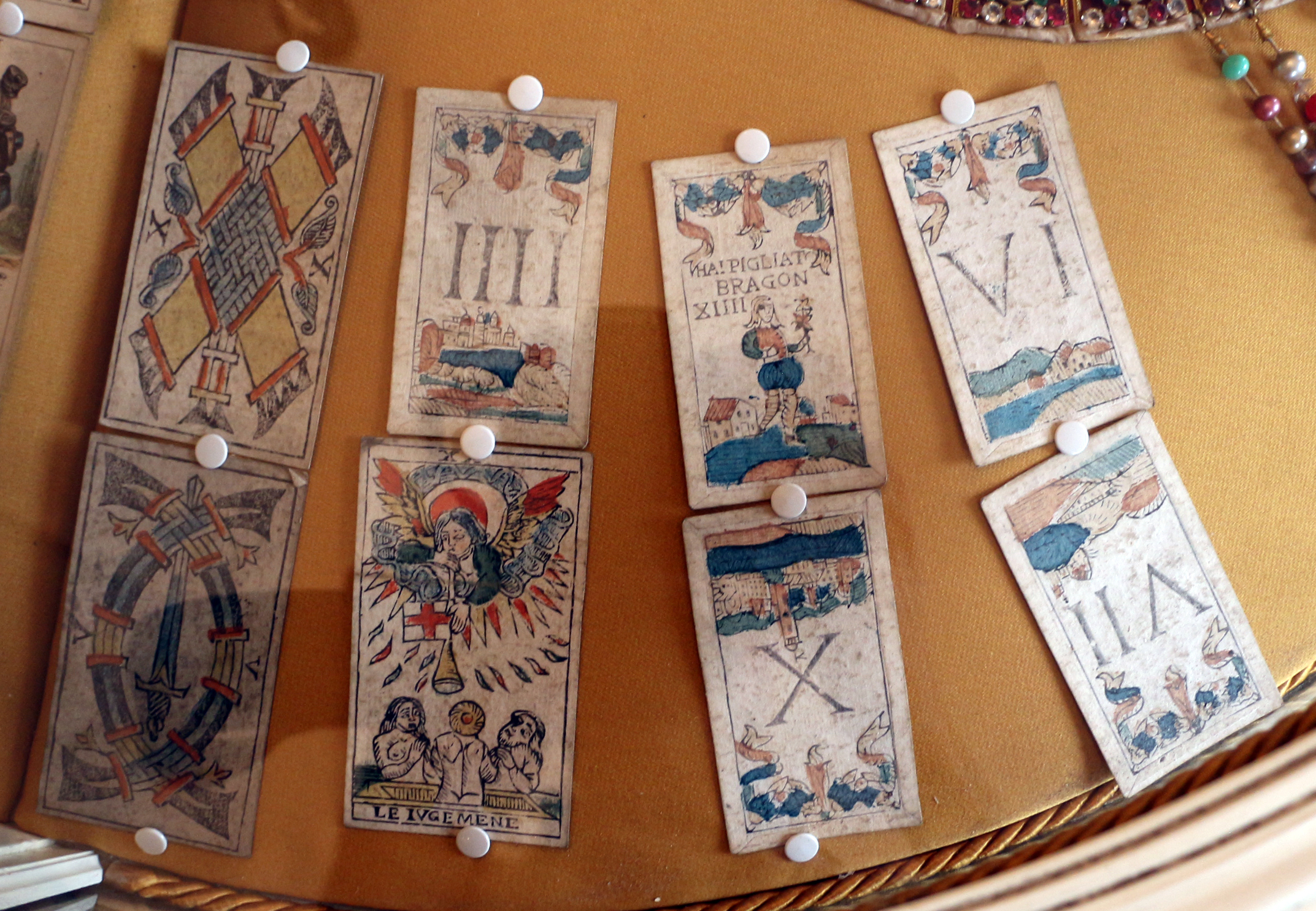
Cuccù Spielkarten

Cuccù oder Cucù („Kuckuck“) ist ein über 300 Jahre altes italienisches Kartenspiel für zwei bis zwanzig Spieler, das mit einem speziellen Kartensatz von 40 Spielkarten gespielt wird. Es handelt sich um ein Vergleichsspiel, bei dem es nur einen Gewinner gibt. Das Ungewöhnliche ist, dass jeder Spieler nur eine Karte erhält.

## Geschichte
Die Ursprünge von Cuccù liegen im französischen Kartenspiel Mécontent („Unzufriedener“), dessen erste Erwähnungen aus dem frühen 16. Jahrhundert stammen. Das Spiel, das noch heute gespielt wird, war auch als Hère bekannt, doch schließlich setzte sich der Name Coucou („Kuckuck“) durch.
Das Spiel gelangte nach Italien, wo die früheste Erwähnung von „Malcontento“ aus dem Jahr 1547 stammt, aber erst im frühen 18. Jahrhundert erschienen die ersten speziell für das Spiel entwickelten Kartenspiele für das, was als „Cuccù“ („Cuccù, Cucco, Cucu“ oder „Stu“) bekannt wurde. das Paket besteht aus 38 Karten. Diese speziellen Cuccù-Pakete sind die frühesten noch erhaltenen Beispiele einer Familie von Paketen ohne gleiche Karten, die manchmal als Cambio-Familie bezeichnet wird. Ursprünglich bestanden sie aus 38 Karten, aufgeteilt in zwei mehr oder weniger identische Kartensätze. Jeder Satz bestand aus elf Ziffernkarten mit römischen Ziffern von 0 (niedrig) bis X (hoch) und acht Bildkarten. Der Löwe des modernen Kartenspiels ist die fehlende Karte.
Die ältesten bekannten Regeln wurden von der Firma Al Mondo veröffentlicht und stammen aus dem Jahr 1717. Sie waren in dem von Giulio Borzaghi in Bologna hergestellten Kartenspiel enthalten. Auf der Titelkarte eines anderen Kartenspiels wurden die Karten als neues Spiel mit dem Narren beschrieben. Wie im Originalkartenspiel spielt die Farbe keine Rolle, der Rang ist jedoch sehr wichtig. Im Vergleich zu einem vollständigen 52-Karten-Spiel wurde die Anzahl der Karten im neuen Spiel reduziert, aber mehr Ränge hinzugefügt, um zwei identische Sequenzen von 18 Karten zu erstellen. Das Ungewöhnlichste am neuen Spiel waren die Karten mit dem Narren, die innerhalb der Sequenz keinen Rang hatten. Vielleicht inspiriert vom Narren in italienischen Tarotkartenspielen. Im späten 18. Jahrhundert wurde das Spiel auch in Venedig mit Holzfiguren gespielt, möglicherweise um die Stempelsteuer zu umgehen.
Cuccù war im 18. Jahrhundert bei Seeleuten und Söldnern beliebt, wodurch sich das Spiel in andere Teile Europas ausbreitete und mehrere lokale Varianten entstanden. Als das Spiel sich nach Norden ausbreitete, änderten sich die Anzahl der Karten und der Name des Spiels. In Deutschland, Bayern und Österreich wurde es beispielsweise zu Hexenspiel oder Vogelspiel. Das Spiel erreichte Dänemark-Norwegen im 18. Jahrhundert als Gniao, später Gnav, und ein weiteres Verbot von Glücksspielkartenspielen führte dazu, dass es dem italienischen Vorbild folgte und als Spiel mit Figuren neu erfunden wurde. Das Spiel erreichte auch die Niederlande, als „Slabberjan“, und Schweden, als Cambio (italienisch für „Austausch“) und, später, Kille.
Um 1824 entstand in der Lombardei ein Stichspiel mit Cuccù-Karten, bei dem das Kartenspiel aus zwei Farben bestand – Zahlenkarten und
„Figuren“ (Bildkarten) – und die Pflicht bestand, Farbe bedienen. Today, the only cardmaker of Cuccù cards is Masenghini, whose pack comes with a set of instructions in Italian for the usual comparing game.
Im modernen Italien wird das Spiel nach den ursprünglichen Regeln nur noch in den kleinen Städten Abruzzen wie Campli und Montorio al Vomano, beide in der Provinz Teramo, gespielt. Dieselben Karten werden auch in den Provinzen Brescia und Bergamo verwendet, allerdings mit anderen Regeln als im Original.

## Spielkarten
Es gibt heute (2025) 40 Spielkarten bei einem modernen Cuccù-Kartenspiel; die Rangfolge von unten nach oben ist wie folgt:
| Kartennamen und Aktionen in Cuccù |                | |
| Kartenname                        | Italienisch    | Aktion bei Herausforderung                                                                                               |
| Kuckuck                           | Cucco (XV)     | Der Karteninhaber sagt „Kuckuck!“, und es findet kein Tausch statt.                                                      |
| Jäger (XIIII)                     | Bum, Tuff      | Der Karteninhaber sagt „Knall!“, und es findet kein Tausch statt, und der Tauscher verliert eine Spielmarke.             |
| Pferd (XIII)                      | Salta, Cavallo | Der Karteninhaber wiehert, und der Tauscher muss versuchen, mit dem Nächsten in der Reihe zu tauschen.                   |
| Katze (XII)                       | Gnaf           | Der Karteninhaber miaut; der Tauscher verliert eine Spielmarke. Frühere Tauschvorgänge können rückgängig gemacht werden. |
| Taverne (XI)                      | Taverna        | Der Karteninhaber fragt: „Bleibst du kurz?“ Der Tauscher kann versuchen, einen Tausch zu fördern.                        |
| I – X                             | I – X          | Karten getauscht |
| Nulla                             | Nulla          | Karten getauscht |
| Eimer                             | Secchio        | Karten ausgetauscht |
| Maske                             | Maschera       | Karten ausgetauscht |
| Löwe                              | Leone          | Karten ausgetauscht |
| Der Narr                          | Matto          | Abhängig von der Situation                                                                                               |

## Spielregeln
Die folgenden Spielregeln basieren auf pagat.com.
Die Spieler zahlen einen Einsatz in den Pool und erhalten jeweils 3 Spielmarken. Nachdem sie Karten gezogen haben, wird der Spieler mit der höchsten Karte zum ersten Kartengeber. Der Geber mischt und lässt den Stapel vom linken Spieler abheben, bevor er gegen den Uhrzeigersinn jeweils eine Karte austeilt. Die Karten werden von unten nach oben ausgeteilt. Nach dem Austeilen jeder Karte hält der Geber inne, während der Spieler entscheidet, ob er die Karte mit „sto bene“ behält oder mit „passo“ austauscht. Entscheidet sich der Spieler für den Kartentausch mit dem nächsten Spieler rechts (dem „Inhaber“ der gewünschten Karte), gibt der Geber dem Karteninhaber eine Karte. Ist diese eine Zehn (X) oder niedriger, wird getauscht. Erhält der Karteninhaber eine Karte mit dem Rang XI bis XV, finden folgende Aktionen statt:
- XV – Der Karteninhaber zeigt den Kuckuck, und der Kartentausch findet nicht statt.
- XIIII – Der Karteninhaber zeigt den Jäger und mimt, als würde er auf den Tauscher schießen. Der Kartentausch findet nicht statt, und der Tauscher verliert eine Marke.
- XIII – Der Karteninhaber zeigt das Pferd und wiehert oder gibt ein Galoppgeräusch von sich. Der Tauscher muss nun versuchen, mit dem nächsten Spieler in der Reihe zu tauschen. Ist der Karteninhaber der Geber, erhält er die oberste Karte vom Stapel.
- XII – Der Karteninhaber zeigt die Katze und miaut. Der Tauscher verliert eine Marke, und falls er eine Karte als Tausch erhalten hat, werden alle bisherigen Tauschvorgänge rückgängig gemacht.
- XI – Der Karteninhaber zeigt die Taverne und fragt: „Bleibst du kurz hier?“ Der Tauscher kann auf den Tausch verzichten oder fragen: „Zahlst du, wenn ich nichts habe?“ Lehnt der Wirt ab, findet der Tausch statt; stimmt er zu, behalten beide ihre Karten. Hat der Tauscher die Null und verliert, zahlt der Wirt anstelle des Gastes eine Marke.

Reden und Bluffen sind erlaubt.
Sobald alle Spieler die Gelegenheit zum Tausch hatten, decken die Spieler ihre Karten auf, und der Spieler mit der niedrigsten Karte verliert eine Spielmarke. Beim Gleichstand verliert jeder Spieler eine Marke. Hat ein Spieler den Narren, ist dieser gleich der niedrigsten Karte im Spiel (es sei denn, die niedrigste Karte ist ein Kuckuck), sodass sowohl der Narreninhaber als auch die Spieler mit den niedrigsten Karten Marken verlieren. Haben zwei Spieler Narren, gelten diese als die zweithöchsten Karten. Ein Spieler ohne Marken scheidet aus; passiert dies während des Spiels, wird seine Karte nicht für die Entscheidung über den Verlierer der Hand berücksichtigt.
Der letzte Spieler, der noch im Spiel ist, wird der Gewinner und räumt den gesamten Pool ab.